# Ride Along
Ride Along is een Amerikaanse komische actiefilm uit 2014 van Tim Story met in de hoofdrollen onder meer Ice Cube en Kevin Hart.

## Verhaal
Beveiliger Ben (Kevin Hart) wil trouwen met Angela (Tika Sumpter). Haar broer, de geharde agent James (Ice Cube), vindt hem niet goed genoeg voor haar, maar geeft Ben de kans om zich te bewijzen door hem mee te nemen op een 24 uur durende patrouille in Atlanta. Juist dan vindt James aanwijzingen die lijken te leiden naar de mysterieuze crimineel Omar (Laurence Fishburne), op wie hij al lang jaagt.

## Rolverdeling
| Acteur             | Personage        | Opmerkingen                       |
| ------------------ | ---------------- | --------------------------------- |
| Ice Cube           | James Payton     | agent in Atlanta                  |
| Kevin Hart         | Ben Barber       | beveiliger                        |
| Tika Sumpter       | Angela Payton    | geliefde van Ben en zus van James |
| Laurence Fishburne | Omar             | crimineel                         |
| John Leguizamo     | Santiago         | undercoveragent                   |
| Bryan Callen       | Miggs            | undercoveragent                   |
| Bruce McGill       | luitenant Brooks |                                   |
| Gary Owen          | Crazy Cody       |                                   |
| Jacob Latimore     | Ramon            |                                   |
| Jay Pharaoh        | Runaflat         |                                   |
| David Banner       | Pawnshop Jay     |                                   |
| Dragoș Bucur       | Marko            |                                   |
| Gary Weeks         | dr. Cowan        |                                   |
| Lil' P-Nut         | Morris           |                                   |

## Vervolg
In februari 2014 werd aangekondigd dat er een vervolgfilm zou komen, wederom met Ice Cube en Hart. Ride Along 2 ging in première in Miami op 6 januari 2016.